# Proctonemesia multicaudata
Proctonemesia multicaudata is een spinnensoort uit de familie van de springspinnen (Salticidae).
De wetenschappelijke naam van de soort werd in 1978 gepubliceerd door Maria José Bauab Vianna en Benedicto Abílio Monteiro Soares.